# Edith Södergran
Edith Södergran (Szentpétervár, 1892. május 4. – Raivola 1923. június 24.) a mai skandináv fiatalság körében talán legnépszerűbb, tragikus sorsú, de annál termékenyebb költőnő. Verseit borús hangvétel jellemzi, mely feltehetőleg keserű élettapasztalataiból táplálkozik.

## Élete
Edith Irene Södergran 1892-ben született Szentpéterváron, és Raivolában halt meg 1923-ban. A Svédországtól elcsatolt finn területek, és az Orosz Birodalom határán nevelkedve számos hatás érte, mely költészetét befolyásolta. A svéd expresszionizmus kiemelkedő alakja, műveiben számos – Oroszországból érkező – modernista hatás is fellelhető.
Már egészen fiatalon gümőkórt kapott, és fiatal éveit a gyógyulás reményében utazgatva töltötte el.

## Művei
- Dikter (Versek), 1916
- Septemberlyran (Szeptemberi költemények), 1918
- Brokiga iaktagelser (Tarka szemlélődés), 1919
- Rosenaltaret (Rózsaoltár), 1919
- Framtidens skugga (A jövő árnyéka), 1920
- Tankar om naturen (Gondolatok a természetről), 1920
- Landet som icke är (A nem létező ország), 1925 (halála után adták ki)